# Sitofilaces
Sitofilaces (en grec antic σιτοφύλακες) era un cos d'oficials escollits per sorteig a Atenes. La seva feina consistia en vigilar l'arriba dels vaixells amb gra, comprovar la quantitat importada per veure si es vulneraven les lleis d'importació, i controlar la venda al mercat, comprovant que l'ús de pesos i mesures fossin justes per part dels comerciants i que el preu fos just i raonable, i probablement rebien el pagament de les taxes. Així la seva feina era similar a les agorànoms i els metrònoms, que controlaven altres articles.
El seu nombre era segurament el mateix que els altres cossos amb funcions anàlogues, deu en total, cinc per la ciutat i cinc per al Pireu, encara que es llegeix en alguns autors que n'eren deu per la ciutat i cinc per al Pireu, quinze en total. Una falsa lectura de Lísies sembla indicar que els sitofilaces n'eren només tres, i que si s'erraven en els seus comptes podien ser castigats amb la mort, però sembla que es referia a una altra classe de funcionaris.
Demòstenes fa referència a que els sitofilaces portaven uns llibres de registre on anotaven les seves observacions, i així, en un discurs parla de què, segons aquests llibres la importació de gra des del Regne del Pont era igual (segons ell) a tot el blat que arribava dels altres llocs, gràcies a la liberalitat de Leucó, rei del Bòsfor que permetia l'exportació del blat fina a Atenes lliure de drets i sense pagar taxes. Aquests llibres segurament els usaven els cinc sitofilaces del Pireu, que controlaven les arribades per mar, segons Valeri Harpocració.